# Austinite
La austinite è un minerale appartenente al gruppo dell'adelite-descloizite.